# Annales du service des antiquités de l'Égypte (numéros 61 à 70)
Les Annales du service des antiquités de l'Égypte sont publiées par le Conseil suprême des Antiquités égyptiennes (CSA).
Cliquez sur un onglet pour accéder aux titres des sujets développés dans chaque numéro
| nos 1 à 10 | nos 11 à 20 | nos 21 à 30 | nos 31 à 40 | nos 41 à 50 | nos 51 à 60 | nos 61 à 70 | nos 71 à 80 |

| Numéro 61 1973 | Numéro 62 1977 | Numéro 63 1979 | Numéro 64 1981 | Numéro 65 1983 | Numéro 66 1987 | Numéro 67 1988 | Numéro 68 1982 | Numéro 69 1983 | Numéro 70 1985 |

## Numéro 61, paru en 1973
| Pages     | Auteur(s)                        | Titre | Texte sur Archive.org |
| --------- | -------------------------------- | --- | --------------------- |
| 1 - 5     | H. S. K. Bakry                   | Asfûnul-Matâ'neh. Sondages | ✔️                    |
| 8 - 9     | H. S. K. Bakry                   | Ancient Egyptian Objects from Barmasha, Minya Governorate | ✔️                    |
| 11 - 20   | Sergio Donadoni                  | Première campagne de fouilles de l'Université de Rome à l'Asasif (1970). Rapport préliminaire                                                                       | ✔️                    |
| 21 - 26   | S. Farid                         | Preliminary Report on the Excavations of the Antiquities at Kôm Abû Billo                                                                                           | ✔️                    |
| 27 - 30   | S. Farid                         | Brief Report on the Excavations of the Antiquities Department at Tafa (1960)                                                                                        | ✔️                    |
| 31 - 35   | S. Farid                         | Excavations of the Antiquities Department at Qustul. Preliminary Report (Season 1958)                                                                               | ✔️                    |
| 37 - 48   | P. Grossmann                     | Abu Mena. Grabungen von 1961 bis 1969 | ✔️                    |
| 49 - 51   | P. Grossmann                     | Vorläufiger Bericht über neue Reinigungsarbeiten im Jeremiaskloster von Saqqara                                                                                     | ✔️                    |
| 53 - 55   | P. Grossmann                     | Eine Studienreise nach Dair Abu Hinnis | ✔️                    |
| 57 - 63   | Z. Iskander                      | Bees in the Temple of Dandara and their Control. • I, Chemical Analysis. • II, Seasonnal Activity of the Insect                                                     | ✔️                    |
| 65 - 78   | Z. Iskander et Abd El M. Shaheen | Temporary Stuffing Materials Used in the Process of Mummification in Ancient Egypt. Part II. Fragrant Temporary Stuffing Materials                                  | ✔️                    |
| 79 - 86   | Jean Yoyotte                     | Fouilles à Tanis. Rapport sur la XXIVe campagne (1968-1969) | ✔️                    |
| 87 - 91   | W. Kaiser                        | Elephantine. Bericht über die 1. und 2. Grabungskampagne | ✔️                    |
| 93 - 124  | W. B. Kubiak et E. Makowiecka    | Polish Excavations at Kôm el-Dikka in Alexandria in 1965 and 1966. Preliminary Report                                                                               | ✔️                    |
| 125 - 144 | Jean-Philippe Lauer              | Dix campagnes (1960 à 1970) de travaux d'anastylose, de reconstitution et de protection dans l'ensemble du "heb-sed" au complexe monumental de la pyramide à degrés | ✔️                    |
| 145 - 149 | M. A. M. Raslan                  | Complementary Study to Abu-Simbel Temples Research Project | ✔️                    |
| 151 - 169 | M. A. M. Raslan                  | Academic and Applied Paper on the History of Architecture. The Causeway of Ounas Pyramid                                                                            | ✔️                    |
| 171 - 176 | R. M. Saad                       | Preliminary Report on the Excavations of the Department of Antiquities at Kom el 'Amarna, Karnak. Seasons 1965/1966 and 1966/1967                                   | ✔️                    |
| 177 - 190 | Dieter Arnold et J. Settgast     | Bericht über die Arbeiten des Deutschen Archäologischen Instituts Kairo in Qurna von 1963 bis 1970                                                                  | ✔️                    |

## Numéro 62, paru en 1977
| Pages           | Auteur(s)                      | Titre | Texte sur Gallica |
| --------------- | ------------------------------ | --- | ----------------- |
| hors pagination | Z. Iskander                    | Dedication |                   |
| 1 - 83          | D. Abou-Ghazi                  | Finds by Selim Hassan in the Egyptian Museum (Cairo). IInd Section. • I, Statues. • II, Vases. • III, Miscellaneous Objects |                   |
| 85 - 90         | J. E. Harris et Z. Iskander    | A Skull with Silver Bridge to Replace a Central Incisor |                   |
| 91 - 102        | F. M. Mohammed et S. M. Nakhla | Development of Cairo Carbon 14 Dating Laboratory |                   |
| 103 - 120       | Abd. el-H. Abd el-Al           | An Enigmatic Wooden Object Discovered beside the Southern Side of the Giza Second Pyramid |                   |
| 121 - 140       | H. Kamal                       | The March of Medicine. A Dedication to the Late Selim Hassan by a Colleague |                   |
| 141 - 154       | P. Ghalioungui                 | The Persistence and Spread of Some Obstetric Concepts Held in Ancient Egypt |                   |
| 155 - 174       | Abd el-H. Zayed                | The Staircase of the God in Abydos |                   |
| 175 - 184       | J. Irmscher                    | Charles Lebeau und das deutsche Byzanzbild |                   |
| 185 - 199       | S. P. Guzman                   | The Numerals |                   |
| 201 - 205       | Jean-Philippe Lauer            | Rapport sur les travaux à Saqqarah (26 novembre 1969-25 mars 1970). • I, Reconstitutions et anastylose aux monuments de Zoser. • II, Recherche de l'entrée de la descenderie utilisée par les violateurs du tombeau Sud de l'Horus Sekhemkhet. • III, À la pyramide de Pépi Ier |                   |
| 207 - 217       | M. E. A. E. Ibrahim            | Some Names of the Temple of Edfu |                   |

## Numéro 63, paru en 1979
| Pages           | Auteur(s)                             | Titre | Texte sur Gallica |
| --------------- | ------------------------------------- | --- | ----------------- |
| hors pagination | D. Abou-Ghazi                         | Note |                   |
| 1 - 4           | D. Abou-Ghazi                         | Discoveries of Selim Hassan at Saqqarah |                   |
| 5 - 26          | Alexandre Badawy                      | Preliminary Report about Fieldwork at the Tombs of Nyhetep-Ptah (Giza) and 'Ankhm'ahor (Saqqara)                                                                                                  |                   |
| 27 - 33         | M. Balboush                           | Preliminary Report on the New Discovery of the Temple of Ramesses II at Heliopolis (Seasons 1964-1967)                                                                                            |                   |
| 35 - 50         | M. Basta                              | Preliminary Report on the Excavations at Saqqara (1964) & the Discovery of a Tomb from the 5th Dynasty                                                                                            |                   |
| 51 - 78         | F. Haikal                             | Another Version of the Book of the Dead (Chap. 128-134) from Papyrus Cairo Museum S.R. 640 |                   |
| 79 - 87         | A. Hassan                             | Neue Formen der Kooperation zwischen Ägyptologie und Naturwissenschaft (Neue Forschungen an den Giza-Pyramiden)                                                                                   |                   |
| 89 - 101        | M. E. A. E. Ibrahim                   | Two Jubilee Texts from the Temple of Edfu |                   |
| 103 - 113       | S. Farid, J. E. Harris et Z. Iskander | Further Evidence of Dental Prosthesis in Ancient Egypt |                   |
| 115 - 130       | I. M. Kamel                           | Studies for Discussion about King Ahmose's Tomb |                   |
| 131 - 136       | K. Kromer                             | Austrian Excavations in the District of Sayala Lower Nubia, U.A.R. Report of the Third Campaign 1963/64                                                                                           |                   |
| 137 - 142       | Jean-Philippe Lauer                   | Travaux et recherches à Saqqarah (15 décembre 1974-28 mars 1975). • I, Travaux pour le compte du Service des Antiquités. • II, Travaux de la mission française aux pyramides à textes de Saqqarah |                   |
| 143 - 152       | A. Nibbi                              | The "Trees and Towns" Palette |                   |
| 155 - 159       | A. El Sawi                            | Some Objects Found at Tell Basta (Season 1966-67) |                   |
| 161 - 168       | Otto J. Schaden                       | Preliminary Report on the Re-Clearance of Tomb 25 in the Western Valley of the Kings (WV 25) |                   |
| 169 - 176       | G. Sharawi                            | Clearance of a New Kingdom Cemetery at El-Shutb (near Kom Ombo Temple) |                   |
| 177 - 182       | F. M. Wassef                          | A Graeco-Roman Bath at Tell Sersena |                   |
| 183 - 202       | A. Abd el-H. Youssef                  | A Hymn of Ramses II at Abu Simbel |                   |

## Numéro 64, paru en 1981
| Pages     | Auteur(s)            | Titre | Texte sur Gallica |
| --------- | -------------------- | --- | ----------------- |
| 1 - 5     | D. Abou-Ghazi        | Ahmed Kamal 1849-1923 |                   |
| 7 - 14    | G. A. Gaballa        | Harnakht, Chief Builder of Min |                   |
| 15 - 24   | P. Ghalioungui       | The Liver and Bile in Ancient Egyptian Lore and Medicine                                                                                              |                   |
| 25 - 56   | K. Zittel            | Gesetze des Kosmos. Aegyptische Zeitrechnung |                   |
| 57 - 68   | I. M. Kamel          | Sequence of Events which Led up to the Discovery of Tutankhamon’s Tomb (1)                                                                            |                   |
| 69 - 74   | A. Nibbi             | Some Remarks on the Two Monuments from Mersa Gawasis                                                                                                  |                   |
| 75 - 77   | Ahmed Mahmoud Moussa | Excavations in the Valley Temple of King Unas at Saqqara                                                                                              |                   |
| 79 - 86   | J. Irmscher          | Klassische Altertumswissenschaft Gestern und Heute, aus der Sicht eines Buerger der Deutschen Demokratischen Republik                                 |                   |
| 87 - 93   | A. Bahnassi          | Le sauvetage des vestiges de la zone de submersion du barrage de l’Euphrate                                                                           |                   |
| 95 - 136  | A.-Q. Muhammed       | Egypto-Arabian Relations in the Ancient World: Sources and Studies (1)                                                                                |                   |
| 137 - 148 | Abd El M. Shaheen    | Treatment of some Pieces of Parchment and Papyrus Found in the Excavations of the Society of Egyptian Archaeology, London, in Kasr Ibrim, Nubia, 1972 |                   |
| 149 - 153 | Jean-Philippe Lauer  | Travaux effectués à Saqqarah de fin Novembre 1975 au 20 mars 1976                                                                                     |                   |
| 155 - 157 | A. Abd el-H. Youssef | Notes on the Purification Tent |                   |
| 159 - 161 | F. Yacoub            | The Archaic Tombs at Tura el-Asmant |                   |
| 163 - 173 | R. El-Sayed          | À propos de l’iconographie du cercueil n°2238 au musée de Turin                                                                                       |                   |
| 175 - 176 | C. De Wit            | « » |                   |

## Numéro 65, paru en 1983
| Pages     | Auteur(s)                           | Titre | Texte sur Gallica |
| --------- | ----------------------------------- | --- | ----------------- |
| 1 - 7     | D. Abou-Ghazi                       | Statue 565 in Mallawi Museum |                   |
| 9 - 18    | H. Messiha                          | The Valley Temple of Khufu (Cheops) |                   |
| 19 - 71   | Abd el-H. Zayed                     | The Archives and Treasury of the Temple of Sety I at Abydos                                                                                             |                   |
| 73 - 78   | Abd. el-H. Abd el-Al                | The Excavations of Abu Bellou's Mound, Started January 1979                                                                                             |                   |
| 79 - 82   | Jean-Philippe Lauer                 | Travaux à Saqqarah (campagne 1976-1977). • I, Pour le compte du Service des Antiquités. • II, Travaux de la Mission Française aux pyramides de Saqqarah |                   |
| 83 - 89   | I. M. Kamel                         | Foreign Deities in the Eastern Delta |                   |
| 91 - 109  | R. Moftah                           | Lebenszeit und Verheissungen in den Biographien |                   |
| 111 - 125 | R. El-Sayed                         | Une noble dame de la XXIIe dynastie |                   |
| 127 - 128 | A. M. Moussa                        | A Figure of Isis Suckling her Son Horus |                   |
| 129 - 133 | D. Girgis                           | Coptic Textile Decorations from the 4th to the 7th Century A.D. A Case Study from the Coptic Museum                                                     |                   |
| 135 - 148 | F. A. Hassan                        | The Origins of the Egyptian Civilization. A Working Model                                                                                               |                   |
| 149 - 155 | Abd el-M. Ghattas                   | Some Selected Amulets from Tell el-Balamon Abu-Galal. Excavations First Season 3rd of March 1978 till 19th June 1978                                    |                   |
| 157 - 160 | M. A. H. Nur El-Din                 | Some Remarks on Bernadette Menu’s Article "Reçus démotiques gréco-romains provenant d’Edfou"                                                            |                   |
| 161 - 162 | M. A. G. El-Sherif et H. A. Khattab | A Preliminary Report on the Examination of Old Wheat Kernels for a Possible Infection with Seed Gall Nematode Anguina sp.                               |                   |
| 163 - 171 | J. Nielsen et Abd El M. Shaheen     | Salt and Moisture Problems in Archaeological Buildings with Reference to As-Scheimy House                                                               |                   |
| 173 - 174 | Sa. Abd el-Aal                      | Stela of Intef and his Family |                   |
| 177 - 179 | S. A. A. El-Nassery                 | Some Speculations on a Greek Sculptural Group at Cairo Museum                                                                                           |                   |
| 181       | R. Moftah                           | Note. Der Persea-Baum |                   |

## Numéro 66, paru en 1987
| Pages           | Auteur(s)                      | Titre | Texte sur Gallica |
| --------------- | ------------------------------ | --- | ----------------- |
| hors pagination | D. Abou-Ghazi                  | Foreword |                   |
| 1 - 73          | D. Abou-Ghazi                  | The Field of Egypt Antiquities Service in Memphis and Saqqarah |                   |
| 75 - 109        | Abd el-H. Zayed                | Perou-nefer, port de guerre d’Aménophis II |                   |
| 111 - 119       | G. Mokhtar                     | Contacts between Ancient Egypt and Arabia |                   |
| 121 - 123       | A.-Q. Muhammed                 | An Ibis Catacomb at Abu-Kir |                   |
| 125 - 145       | R. Moftah                      | Frühgeschichtliche Anschaulichkeit und Onomasticon |                   |
| 147 - 148       | A. M. Moussa                   | A Sandstone Block Bearing the Horus Name of King Amasis from Memphis |                   |
| 149 - 153       | D. Girgis                      | Selected of Symbols from Coptic Museum |                   |
| 155 - 159       | A. el-E. Barakat               | Notes on the Ancient Akhmim |                   |
| 161 - 188       | A. Tomlinson                   | Sinai-Thamoud and ‘Aad, Archaic Palettes and Mace-Heads |                   |
| 195 - 200       | S. L. Hanna                    | A Historical Study About the Exploitation of Raw Materials of the Eastern Desert in the Pharaonic Period and the Egyptian Economical Activity Related to it. A Summary of a Thesis |                   |
| 201 - 230       | D. Abou-Ghazi                  | Museums Service, 1978-1984 |                   |
| 231 - 234       | D. Abou-Ghazi                  | Exhibitions |                   |
| 235 - 242       | G. A. Gafar et E. El-S. Hassan | List of Exhibitions, 1960-1983 |                   |
| 243 - 266       | D. Abou-Ghazi et N. El-Shater  | Compiling a Geographical Index. First Report |                   |

## Numéro 67, paru en 1988
| Pages           | Auteur(s)            | Titre | Texte sur Gallica |
| --------------- | -------------------- | --- | ----------------- |
| hors pagination | Dia' Abou-Ghazi      | Foreword |                   |
| 1 - 13          | Dia' Abou-Ghazi      | The First Egyptian Museum |                   |
| 15 - 18         | Dia' Abou-Ghazi      | The Journey of the Egyptian Museum from Boulaq to Kasr el-Nil |                   |
| 19 - 58         | Dia' Abou-Ghazi      | Personalities that Developed the Egyptian Museum |                   |
| 59 - 74         | Dia' Abou-Ghazi      | The Museum’s Guides and Catalogues |                   |
| 75 - 76         | Dia' Abou-Ghazi      | The Egyptian Museum and the Surroundings in Pictures |                   |
| 77 - 78         | Dia' Abou-Ghazi      | The Variety of the Egyptian Museum Contents |                   |
| 79 - 114        | Abd el-H. Zayed      | The Inscriptions on the Exterior of the Southern Wall of the Temple of Ramesses II at Abydos                                                                               |                   |
| 115 - 118       | H. Messiha           | The Enigmatic Wooden Object of the Second Giza Pyramid |                   |
| 119 - 121       | D. Girgis            | A New Interpretation of a Wooden Lintel at the Coptic Museum in Old Cairo                                                                                                  |                   |
| 123 - 126       | D. Girgis            | The Monogram of Christ on Coptic Monuments as a Decorative Element |                   |
| 127 - 130       | A. M. Moussa         | Two Column-Bases of King Merenptah from Memphis |                   |
| 131 - 155       | S. M. Nakhla         | Relative and Absolute Dating with Respect to Ancient Egyptian Chronology                                                                                                   |                   |
| 157 - 184       | R. Moftah            | Das Spannungsverhältnis zwischen solaren und osirianischen Vorstellungen                                                                                                   |                   |
| 185 - 188       | F. M. Wassef         | Influence of Paganism on the Early Christian Works in the Coptic Museum |                   |
| 189 - 192       | A. el-E. Barakat     | Two Pieces from Luxor Temple Magazine |                   |
| 193 - 211       | F. Yacoub            | Excavations at Tûra El-Asmant, from the Old Kingdom till the Greco-Roman Period. Seasons 1965-1966                                                                         |                   |
| 213 - 215       | Abd. el-H. Abd el-Al | The Stela of the Sallamiya Quarries (near Luxor) |                   |
| 217 219 - 222   | Dia' Abou-Ghazi      | New Projects and New Books. • The Egyptian Museum Reference Lists. • The Project of Enlarging the Egyptian Museum. • The Hamitic and the Egyptian, Review of Guzman’s Book |                   |
| 218             | F. Angerer           | Technische Universität München. Fachbereich Architektur |                   |

## Numéro 68, paru en 1982
| Pages     | Auteur(s)                                                                                  | Titre | Texte sur Gallica |
| --------- | ------------------------------------------------------------------------------------------ | --- | ----------------- |
| V - VI    | M. S. Adam                                                                                 | Préface |                   |
| 3 - 44    | Sydney Hervé Aufrère, B. Fonquernie, F. Hassanein, G. Lecuyot, A.-M. Loyrette et M. Nelson | Les dispositions du Ramesseum en bordure des annexes nord, ouest et sud. • I, État des connaissances à la suite des missions d’octobre 1979 et avril 1980. • II, Dégagement du secteur K’’’ situé à l'extérieur de la clôture des annexes ouest du Ramesseum. • III, La stèle de Harsiési, prêtre d'Amon. • IV, La stèle de Paf.Tchaou-(em)-a(ouy)-Bastet, prophète de Montou |                   |
| 45 - 49   | F. Abd el-M. Ghattas                                                                       | Tell el-Balamoun 1978 (fouilles de l’Université de Mansoura) |                   |
| 51 - 53   | Jean-Philippe Lauer                                                                        | Saqqarah : travaux aux monuments de Zoser (campagne 1979-1980) |                   |
| 55 - 61   | Jean Leclant                                                                               | Travaux de la mission archéologique française de Saqqarah (campagne 1980) |                   |
| 63 - 69   | Alain-Pierre Zivie                                                                         | Tombes rupestres de la falaise du Bubasteion à Saqqarah, campagne 1980-1981 (mission archéologique française de Saqqarah) |                   |
| 71 - 78   | A. J. Mills                                                                                | The Dakhleh Oasis Project: A Report on the First Two Seasons |                   |
| 81 - 87   | J. J. Clère                                                                                | Un bassin à libations du vizir Bakenrénef |                   |
| 89 - 101  | Didier Devauchelle, G. Wagner                                                              | Ostraca ptolémaïques bilingues d’Edfou |                   |
| 103 - 110 | G. Gautier et J.-C. Grenier                                                                | Un aureus de Quietus conservé au musée du Caire (JE 47515) |                   |
| 111 - 113 | Yvan Koenig                                                                                | Notes sur la stèle de donation Caire JE 30972 |                   |
| 115 - 118 | Ahmed Mahmoud Moussa                                                                       | Two Blocks Bearing a Celebration of a Jubilee Festival and a Part of Cornice Inscribed with the Cartouches of Sety I from Memphis |                   |
| 119 - 120 | Ahmed Mahmoud Moussa                                                                       | A Red Granite Statue of Ramesses IV from Memphis |                   |
| 121       | G. Roquet                                                                                  | Épitaphes coptes d’Edfou : compléments |                   |
| 123 - 127 | R. El-Sayed                                                                                | Au sujet du célèbre Amenhotep, grand intendant de Memphis (statue Caire CG 1169) |                   |
| 129 - 135 | Pascal Vernus                                                                              | La stèle du roi Sekhemsankhtaouyrê Neferhotep Iykhernofert et la domination Hyksôs (stèle Caire JE 59635) |                   |
| 139 - 142 | E. El-Banna                                                                                | Un titre nouveau : le bouvier du taureau Mnévis |                   |
| 143 - 163 | M. H. Bell                                                                                 | Preliminary Report on the Mycenaean Pottery from Deir el-Medina (1979-1980) |                   |
| 165 - 190 | J.-C. Golvin et J. Larronde                                                                | Étude des procédés de construction dans l’Égypte ancienne. • I, L’édification des murs de grès en grand appareil à l’époque romaine |                   |
| 191 - 194 | A. Kadry                                                                                   | Semenkhkare, the Ephemeral King |                   |
| 195 - 222 | Z. El-Kordy                                                                                | L’offrande des fards dans les temples ptolémaïques |                   |
| 223 - 235 | K. P. Kuhlmann                                                                             | Die Pyramide als König ? Verkannte elliptische Schreibweisen von Pyramidennamen des Alten Reiches |                   |
| 237 - 239 | G. Roquet                                                                                  | Désignation non euphémique de la mort dans l’épigraphie funéraire copte |                   |

## Numéro 69, paru en 1983
| Pages     | Auteur(s)                                                                                     | Titre | Texte sur Gallica |
| --------- | --------------------------------------------------------------------------------------------- | --- | ----------------- |
| 3 - 5     | M. Abd el-Maqsoud                                                                             | Un monument du roi aA-sH-Ra NHsy à Tell-Haboua (Sinaï nord) |                   |
| 7 - 13    | Y. S. S. Al-Masri                                                                             | Preliminary Report on the Excavations in Akhmim by the Egyptian Antiquities Organization |                   |
| 15 - 28   | M. Saleh                                                                                      | The Tomb of the Royal Scribe Qen-amun at Khokha (Theban Necropolis N°412) |                   |
| 29 - 52   | Christian Leblanc                                                                             | Les tombes n°58 [Anonyme] et n°60 [Nebet-Taouy] de la Vallée des Reines. [rapport préliminaire] |                   |
| 53 - 65   | S. Abd El-Hamid, J.-C. Golvin et C. Traunecker                                                | Les travaux du Centre Franco-Égyptien d'étude et de restauration des temples de Karnak de 1967 à 1981. • I, Le Centre Franco-Égyptien de Karnak : fouilles, études et travaux de restauration effectués sur le site. • II, Bibliographie du Centre Franco-Égyptien de Karnak |                   |
| 81 - 86   | P. Grossmann                                                                                  | Report on the Excavation in Abou Mina (April-May 1981) |                   |
| 87 - 94   | D. G. Jeffreys, J. Malek et H. S. Smith                                                       | Archaeological Survey at Mitrahina (1981). Kom Rabi'a and Kom Fakhri |                   |
| 95 - 102  | A. Gasse                                                                                      | Rapport préliminaire d’une mission épigraphique à Deir Abou Hennes (mission IFAO, février 1982) |                   |
| 103 - 112 | L. L. Giddy, Nicolas Grimal, D. G. Jeffreys et G. Soukiassian                                 | Rapport préliminaire sur la quatrième campagne de fouilles à 'Ayn Asil (oasis de Dakhleh). Annexe. Note sur les objets inscrits |                   |
| 113 - 119 | A. Minault-Gout et M. Wuttmann                                                                | Rapport préliminaire sur la quatrième campagne de fouilles du mastaba II à Balat, (oasis de Dakhleh) : neuf tombes du secteur nord. Annexe. Observations sur les matériaux des sarcophages                                                                                   |                   |
| 121 - 129 | Michel Valloggia                                                                              | Rapport préliminaire sur la cinquième campagne de fouilles du mastaba V à Balat, (oasis de Dakhleh) |                   |
| 131 - 142 | Françoise Dunand, J.-C. Grenier, F. Laroche-Traunecker, M. Rodziewicz, C. Roubet et G. Wagner | Douch, Rapport préliminaire de la campagne de fouilles de l'automne 1981 |                   |
| 143 - 145 | C. M. Zivie                                                                                   | Travaux au temple de Deir Chelouit (1981-1982) |                   |
| 147 - 151 | M. Sabottka                                                                                   | Tuna el-Gebel. Grab des Djed-Thot-iw-ef-Ankh. Vorbericht |                   |
| 153 - 156 | Edda Bresciani et S. El-Naggar                                                                | Prospezione e salvataggio dei monumenti egiziani: survey nel settore nord ovest del Fayum |                   |
| 157 - 166 | I. Baldassarre et I. Bragantini                                                               | Antinoe, necropoli meridionale (Saggi 1978). • I, Relazione preliminare. • II, I materiali ceramici |                   |
| 169 - 182 | Didier Devauchelle                                                                            | Notes sur les inscriptions démotiques des carrières de Tourah et de Mâsarah. Annexe. À propos des graffites démotiques du Ouâdy en-Nakhlêh |                   |
| 183 - 193 | C. Gallazzi                                                                                   | Frammenti letterari greci de Medînet Mâdi |                   |
| 195 - 208 | F. Haikal                                                                                     | Le papyrus et la statuette n°19651 du musée égyptien du Vatican |                   |
| 209 - 210 | Ahmed Mahmoud Moussa                                                                          | Two Royal Statues from Memphis. • I, A Red Granite Statue from the Temple of Ptah. • II, A Statue of the Saite Period |                   |
| 211 - 218 | M. Abder-Raziq                                                                                | Ein Graffito der Zeit Alexanders des Grossen im Luxortempl |                   |
| 219 - 239 | R. El-Sayed                                                                                   | Nekhtefmout, supérieur des porte-encensoirs (I) |                   |
| 241 - 245 | C. Sturtewagen                                                                                | Some Observations concerning P. Cairo JE 52000 |                   |
| 247 - 252 | G. Wagner                                                                                     | Une nouvelle dédicace à Boubastis |                   |
| 255 - 258 | H. I. Amer et B. Morardet                                                                     | Les dates de la construction du temple majeur d'Hathor à Dendara à l'époque gréco-romaine |                   |
| 259 - 263 | J.-C. Grenier                                                                                 | Remarques sur la "kratèsis" des revers monétaires alexandrins de l'année 68/69 |                   |
| 265 - 268 | A. Kadry                                                                                      | Remarques sur la composition sociologique de la nécropole thébaine à l'époque ramesside |                   |
| 269 - 286 | Z. El-Kordy                                                                                   | Présentation des feuilles des arbres 'iSd, 'im et bAq |                   |
| 287 - 309 | D. Kurth                                                                                      | Die Lautwerte der Hieroglyphen in den Templeinschriften der griechisch-römischen Zeit, Zur Systematik ihrer Herleitungsprinzipien |                   |
| 311 - 319 | F. Maruéjol                                                                                   | La nourrice : un thème iconographique |                   |
| 321 - 356 | G. Roquet                                                                                     | Notes de lexique égyptien et copte |                   |
| 357 - 363 | R. El-Sayed                                                                                   | Osiris vers qui vient ce qui est et ce qui n'est pas |                   |
| 365 - 371 | H. Sourouzian                                                                                 | Henout-mi-Rê, fille de Ramsès II et grande épouse du roi |                   |
| 373 - 378 | Rainer Stadelmann                                                                             | Das vermeintliche Sonnenheiligtum im Norden des Djoserbezirkes |                   |
| 379 - 380 | Labib Habachi                                                                                 | Zaki Youssef Saad (1901-1982) |                   |

## Numéro 70, paru en 1985
| Pages     | Auteur(s) | Titre | Texte sur Gallica |
| --------- | --- | --- | ----------------- |
| IX-X      | A. H. Chérif | Préface |                   |
| 3 - 8     | M. Abd el-Maqsoud | Preliminary Report on the Excavations at Tell el-Farama (Pelusium). First Two Seasons (1983/4 and 1984/5)                                                                                                 |                   |
| 9 - 11    | M. Abder-Raziq | Funde aus Abu el-Gud (Karnak) |                   |
| 13 - 17   | M. Abder-Raziq | Die Granitstatue des Ramsesnacht aus Hod Abu el-Gud |                   |
| 19 - 20   | Y. M. Eid | A Newly Discovered Stela of Neb-Amon, Chief of the Western Desert Police at Thebes |                   |
| 21 - 31   | H. Jaritz et M. ed-D. Mustafa | A Roman Fortress at Naga el-Hagar. First Preliminary Report |                   |
| 33 - 34   | Ahmed Mahmoud Moussa | Excavations in the Valley Temple of King Unas at Saqqara (II) |                   |
| 35 - 36   | Ahmed Mahmoud Moussa | A Limestone Lintel of 'Imn-m-'ipt from Saqqara |                   |
| 37 - 38   | Ahmed Mahmoud Moussa | A Red Granite Door-Jamb Bearing the Name of Nectanebo II |                   |
| 39 - 49   | F. Hassanein, G. Lecuyot, A.-M. Loyrette et M. Nelson                                                                                | Une sépulture d’enfant de la Basse Époque |                   |
| 51 - 68   | Christian Leblanc | Les tombes n°58 [Anonyme] et n°60 [Nebet-taouy] de la Vallée des Reines. Achèvement des dégagements et conclusions                                                                                        |                   |
| 69 - 73   | P. Grossmann | New Observations in the Church and Sanctuary of Dayr Anba Sinuda, the So-Called White Monastery at Suhag: Results of Two Surveys in October, 1981 and January, 1982                                       |                   |
| 75 - 81   | P. Grossmann | Early Christian Ruins in Wadi Fayran (Sinai). An Archaeological Survey |                   |
| 83 - 97   | B. J. Kemp | Report on the Tell el-Amarna Expedition, 1977-82 |                   |
| 99 - 105  | G. Castel, J.-F. Gout et G. Soukiassian                                                                                              | Fouilles de Gebel Zeit (mer Rouge). Première et deuxième campagnes (1982-83) |                   |
| 107 - 124 | Pascale Ballet, G. Castel, R.-G. Coquin, N. Henein, A. Lecler, Laure Pantalacci, J.-M. Quincey, A. Radwan, G. Soukiassian et K. Zaza | Neuvième campagne de fouilles aux Kellia (avril 1983). Rapport préliminaire |                   |
| 125 - 132 | A. Minault-Gout | Rapport préliminaire sur la cinquième campagne de fouilles du mastaba II à Balat, oasis de Dakhla |                   |
| 133 - 141 | Laure Pantalacci et C. Traunecker | Premières observations sur le temple coptite d’El-Qal'a |                   |
| 143 - 149 | Vincent Rondot | Note sur six chapiteaux composites réutilisés dans la mosquée Al-Yusufi à Mellawi |                   |
| 151 - 161 | Pascale Ballet, Laure Pantalacci, G. Soukiassian et M. Wuttmann                                                                      | Balat. Rapport préliminaire des fouilles à 'Ayn-Asil, 1983 et 1984 |                   |
| 163 - 166 | Michel Valloggia | Rapport préliminaire sur la sixième campagne de fouilles du mastaba V à Balat (oasis de Dakhla) |                   |
| 167 - 173 | N. Henein et Michel Valloggia | Rapport préliminaire sur les septième et huitième campagnes de fouilles des secteurs des mastabas I et V à Balat (oasis de Dakhla)                                                                        |                   |
| 175 - 202 | H. Barakat, Françoise Dunand, N. Henein, R. Lichtenberg, C. Roubet et G. Wagner.                                                     | Douch, Rapport préliminaire de la campagne de fouille 1982 |                   |
| 203 - 209 | M. F. Mostafa | Erster Vorbericht über die Arbeiten im Grabe des Mahu (Theben N°257) |                   |
| 211 - 217 | Jean-Philippe Lauer | Travaux de restauration et d’anastylose aux monuments de Djoser, campagnes 1981-1982 et 1982-1983 |                   |
| 219 - 232 | Alain-Pierre Zivie | Tombes rupestres de la falaise du Bubasteion à Saqqarah, IIe et IIIe campagnes (1982-1983) |                   |
| 233 - 245 | R.-P. Gayraud et M. Rodziewicz | Excavations at Kom el-Dikka in Alexandria 1980-1981 (Preliminary Report). Note sur les céramiques médiévales des fouilles de Kôm al-Dikka (Alexandrie)                                                    |                   |
| 247 - 251 | D. Kessler | Die Galerie C von Tuna el-Gebel (Vorbericht) |                   |
| 253 - 276 | M. Abd el-Maqsoud, Christiane Desroches Noblecourt et Christian Leblanc                                                              | Les vestiges de règne d’Aménophis IV découverts dans le domaine de Monthou à Tod |                   |
| 277 - 285 | M. Sabottka | Gabbari 1975-1977 (Vorbericht) |                   |
| 287 - 307 | R. A. Fazzini | Report on the 1983 Season of Excavation at the Precinct of the Goddess Mut |                   |
| 311 - 315 | F. Haikal | A Letter of the Middle Kingdom (Cairo Museum Hieratic Tablet, JE 92920) |                   |
| 317 - 321 | A. Kadry | Eine Stele des "Tempelschreibers der Re-Domäne" Ramose |                   |
| 323 - 349 | R. El-Sayed | Nekhtefmout, supérieur des porte-encensoirs (II) |                   |
| 351 - 357 | M. Trad | Varia musée du Caire. • 1, Journal d'Entrée et Catalogue Général |                   |
| 359 - 361 | A. Mahmud et M. Trad | Varia musée du Caire. • 2, Another Commemorative Lion-Hunt Scarab of Amenophis III |                   |
| 365 - 370 | D. Bonneau | Les fêtes Amesysia et les jours épagomènes (d'après la documentation papyrologique et égyptologique) |                   |
| 371 - 381 | J.-C. Golvin, et J. Larronde et Abd el-H. Maarouf                                                                                    | Étude des procédés de construction dans l'Égypte ancienne. • II, L'édification des murs de grès en grand appareil à l'époque ptolémaïque : date probable de l'apparition des nouvelles techniques de pose |                   |
| 383 - 408 | U. Rössler-Köhler | Zum Problem der Spatien in Altägyptischen Texten: Versuch einer Systematik von Spatientypen |                   |
| 409 - 413 | R. El-Sayed | Les kas de rayonnement et de brillance |                   |
| 415 - 417 | A. Abd el-H. Youssef | An Unusual Representation of the Nile God in Abydos |                   |
| 419 - 429 | M. F. Mostafa | Erster Vorbericht über einen Ersten Zwischenzeit Text aus Kom el-Koffar. Teil I |                   |
| 433 - 435 | G. Mokhtar | Labib Habachi (1906-1984) |                   |
| 437 - 446 | M. Trad | Bibliography of Labib Habachi |                   |
| 447 - 448 | M. F. Mostafa | Mohammed Abdel-Qader Mohammed (1920-1985) |                   |